# Maciej Rybiński

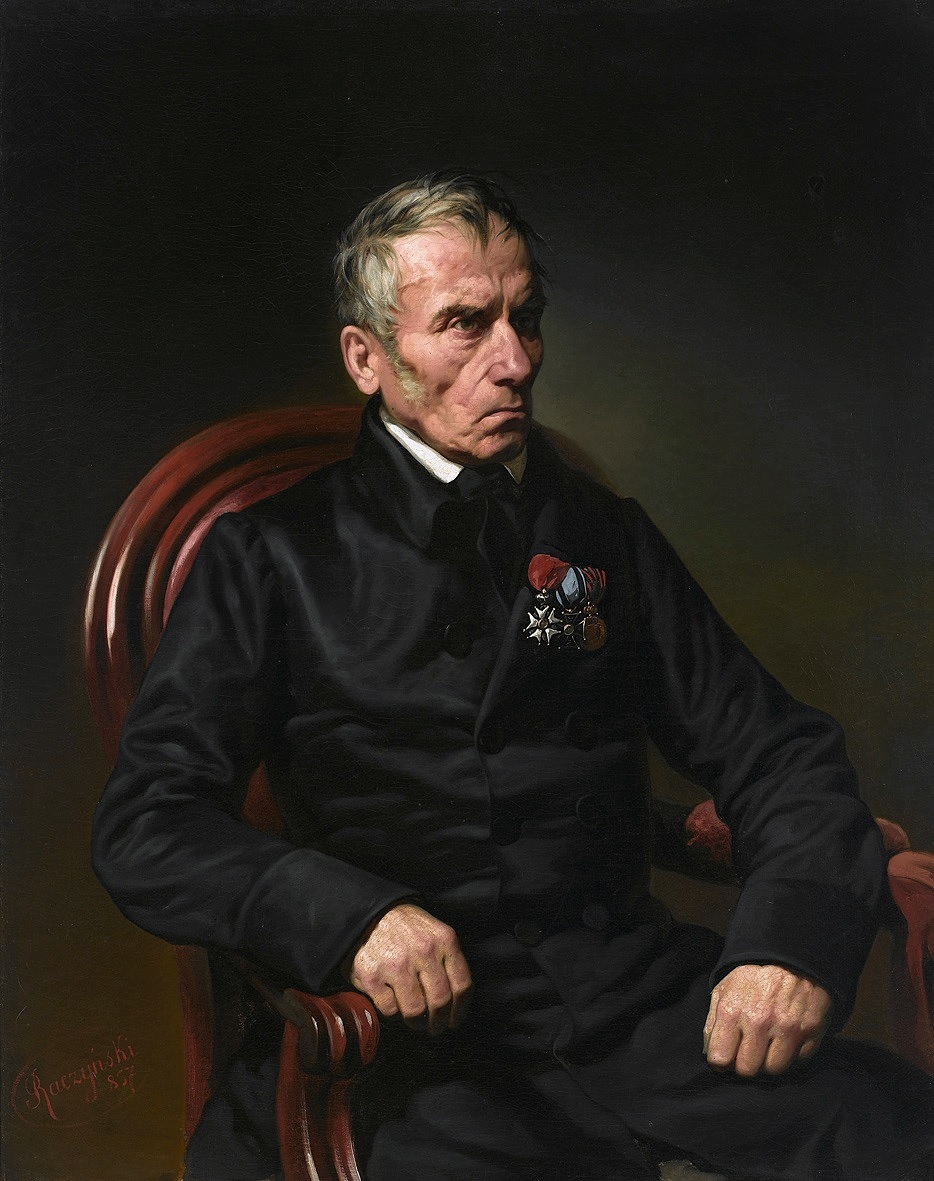
Maciej Rybiński.

Maciej Rybiński, född 24 februari 1784 i Sławuta, Volynien, död 17 januari 1874 i Paris, var en polsk general. 
Rybiński inträdde under Józef Antoni Poniatowski i det nybildade hertigdömet Warszawas armé och deltog i fälttågen 1809, 1812 och 1813, i det sistnämnda som regementschef. Han tillfångatogs vid Leipzig och tjänade som regementschef i ryska armén, till dess han 1830 anslöt sig till polska revolutionen. 
Rybiński deltog i slagen vid Grochów och Bialolenka och blev efter general Franciszek Żymirskis död högste befälhavare och ledde armén i slaget vid Warnze den 1 april 1831. Han blev generallöjtnant och generalissimus den 9 september, men tvingades den 5 oktober att gå över till preussiskt område. Han bosatte sig sedan i Frankrike.